# Léo Ortiz
Pour les articles homonymes, voir Ortiz.
Rech Ortiz est un nom portugais ; le premier nom de famille (d'usage facultatif) est Rech et le second est Ortiz.
Leonardo Rech Ortiz, dit Léo Ortiz, né le 3 janvier 1996 à Porto Alegre au Brésil, est un footballeur international brésilien. Il évolue actuellement au poste de défenseur central au CR Flamengo.

## Biographie

### Carrière en club
Léo Ortiz commence sa formation au Sport Club Internacional, où il est promu en équipe première en janvier 2017. Il fait ses débuts professionnels le 22 février 2017 lors d'une victoire 4-1 contre l'Oeste en Coupe du Brésil, délivrant une passe décisive et sauvant un but sur la ligne. Le 6 mars 2017, il prolonge son contrat jusqu'en 2019. Durant la saison, il participe à 13 matchs de Série B, contribuant au retour du club en première division. En décembre 2017, il est prêté pour un an au Sport Club do Recife. Il y dispute 17 rencontres toutes compétitions confondues et y inscrit un but.
Après un passage en prêt au Red Bull Brasil, Léo Ortiz rejoint définitivement le Red Bull Bragantino en avril 2019, signant un contrat jusqu'en décembre 2020. Il devient en 2020 capitaine de l'équipe et prolonge son contrat jusqu'en décembre 2024,. Sous son capitanat, le club remporte le championnat de Série B en 2019 et atteint la finale de la Copa Sudamericana en 2021.
Le 6 mars 2024, Léo Ortiz s'engage avec le CR Flamengo pour un montant de 7 millions d'euros, devenant bonus compris le défenseur le plus cher de l'histoire du club,. Il est présenté officiellement deux jours plus tard et hérite du numéro 3, laissé vacant après le départ de Rodrigo Caio. Il fait ses débuts avec le Mengão le 10 avril 2024, lors d'une victoire 2-0 contre le CD Palestino en Copa Libertadores, marquant à l'occasion son premier but pour le club.

### En sélection
En juin 2021, Léo Ortiz est convoqué en équipe nationale du Brésil pour remplacer le blessé Felipe pour la phase à élimination directe de la Copa América 2021 jouée à domicile. Il ne rentre finalement en jeu lors d'aucun des trois derniers matchs du Brésil, battu par l'Argentine en finale (0-1). C'est le premier joueur de l'histoire du Red Bull Bragantino à être appelé en équipe nationale brésilienne.
Le 20 mars 2025, il honore quatre ans plus tard sa première sélection, en entrant en jeu lors d'une victoire 2-1 contre la Colombie en qualifications pour la Coupe du Monde 2026,.

#### Statistiques
| Saison                | Sélection             | Phases finales        | Phases finales | Phases finales | Phases finales | Éliminatoires CDM | Éliminatoires CDM | Éliminatoires CDM | Matchs amicaux | Matchs amicaux | Matchs amicaux | Total | Total | Total |
| Saison                | Sélection             | Compétition           | M              | B              | Pd             | M                 | B                 | Pd                | M              | B              | Pd             | M     | B     | Pd    |
| --------------------- | --------------------- | --------------------- | -------------- | -------------- | -------------- | ----------------- | ----------------- | ----------------- | -------------- | -------------- | -------------- | ----- | ----- | ----- |
| 2025                  | Brésil                | -                     | -              | -              | -              | 2                 | 0                 | 0                 | 0              | 0              | 0              | 2     | 0     | 0     |
| Total sur la carrière | Total sur la carrière | Total sur la carrière | -              | -              | -              | 2                 | 0                 | 0                 | 0              | 0              | 0              | 2     | 0     | 0     |

## Palmarès

### En club
| SC International (1) - Championnat du Brésil D2 : - Vice-champion en 2017 - Championnat du Rio Grande do Sul : - Finaliste en 2017 - Recopa Gaúcha (en) : - Vainqueur en 2017 |  | Red Bull Bragantino (1) - Championnat du Brésil D2 : - Champion en 2019 - Copa Sudamericana : - Finaliste en 2021 |  | CR Flamengo (4) - Coupe du Brésil : - Vainqueur en 2024 - Championnat de São Paulo : - Vainqueur en 2024 et en 2025 - Supercoupe du Brésil : - Vainqueur en 2025 |

### En sélection
Brésil
- Copa América
  - Finaliste en 2021

### Distinctions individuelles
- Bola de Prata 2021[23]
- Troféu Mesa Redonda (en) 2021[24]
- Équipe-type de la Coupe du Brésil 2024[25]